# Simulidyna
Simulidyna – substancja obecna w ślinie owadów z rodziny meszkowatych, blokująca przede wszystkim czynniki krzepnięcia Xa i V biorące udział w aktywacji trombiny.